# Timarchos (Sohn des Praxiteles)
Timarchos (altgriechisch Τίμαρχος) war ein altgriechischer Bildhauer und Bronzegießer am Ende des 4. Jahrhunderts und dem Beginn des 3. Jahrhunderts v. Chr. aus Athen.
Timarchos entstammte einer Familie von berühmten Bildhauern. Sein Vater war Praxiteles, einer der wichtigsten und bekanntesten Bildhauer der gesamten Antike, sein Großvater Kephisodotos der Ältere. Er arbeitete mit seinem Bruder Kephisodotos zusammen, mit dem er offenbar gleichberechtigt bei der Arbeit war. Ein bestimmter Anteil der einzelnen Brüder am Werk ist nicht auszumachen.

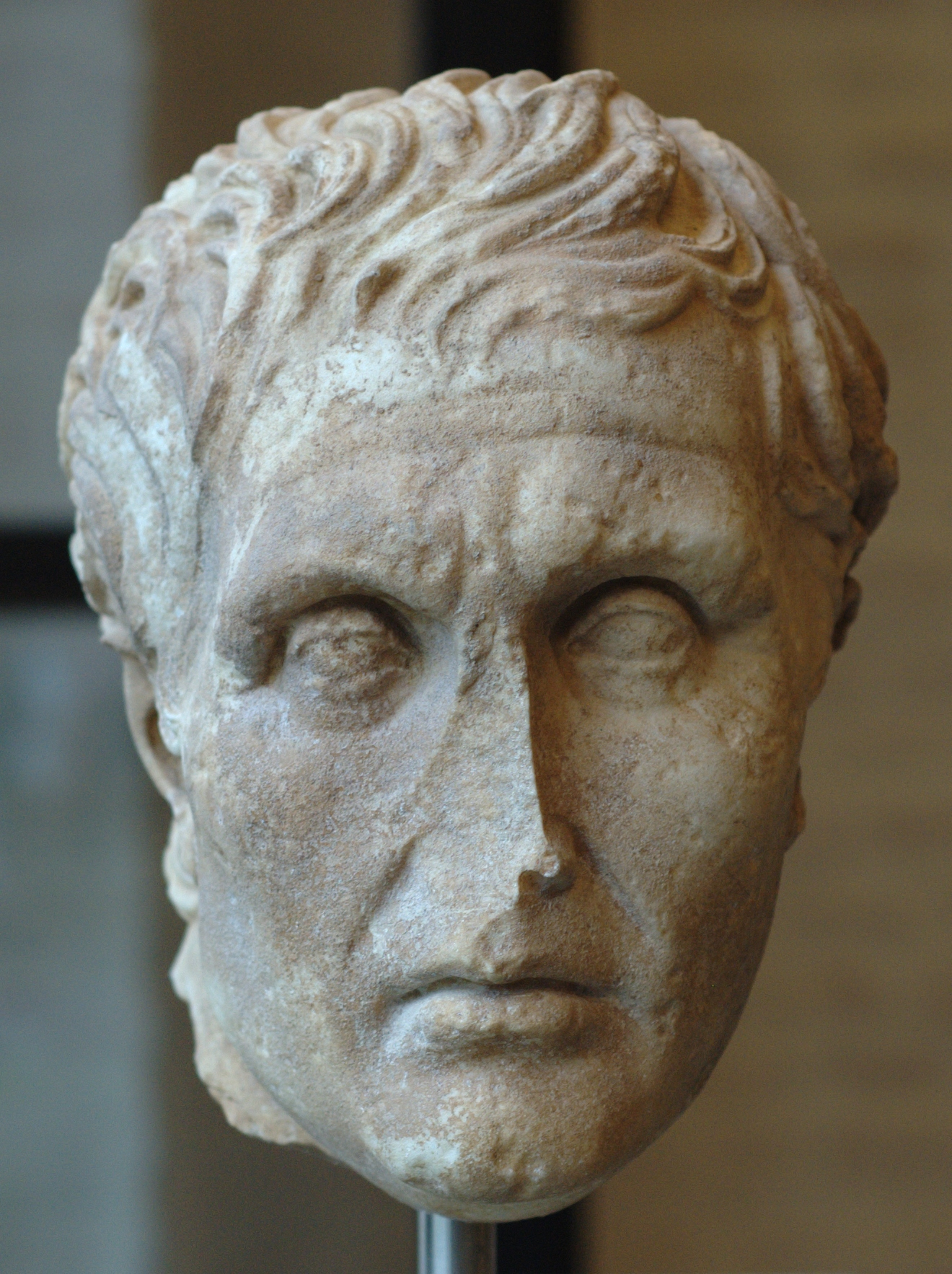
Porträt des Menander, römische Kopie des Kopfes der Menanderstatue von Kephisodotos und Timarchos, München, Glyptothek

Ein Werk der Brüder ist heute wieder erkennbar. 1990 gelang es nach längerer Forschung dem Archäologen Klaus Fittschen, aus 72 Repliken des Kopfes und sieben Repliken des Körpers und der schriftlichen Überlieferung die Sitzstatue des Dichters Menander zu rekonstruieren, die nach dem Tod des Dichters 291/90 v. Chr. für das Athener Dionysostheater geschaffen wurde. Schon 1882 wurde die Basis an der von Pausanias erwähnten Stelle gefunden. Die Inschrift an der Basis bezeichnet Kephisodotos und Timarchos als Schöpfer der Statue. Die vielen überlieferten Repliken zeugen von der hohen Wertschätzung, die Werk und Künstlern in der Antike entgegengebracht wurde. Die Rekonstruktion zeigt eine sehr ruhige Statue. Der sitzende Menander ist vom Zuschauer abgewandt mit sinnend geneigtem Kopf.
Vielfach wird den Brüdern auch die Kapitolinische Venus zugewiesen, die eine Abwandlung der Aphrodite von Knidos ihres Vaters war. Weitere Werke sind aufgrund der literarischen Überlieferung und aufgrund von Inschriften an erhaltenen Basen bekannt. So schufen sie Statuen in Athen, Delphi, Kos, Megara und Troizen, von denen die Basen erhalten sind. Mehrere der Statuen wurden später nach Rom gebracht. So stand eine Statue der Leto im Apollontempel auf dem Palatin sowie Asklepios und Artemis im Iunotempel an der Porticus Octaviae. Eine Statue der Ennyo stand auf der Agora von Athen. Im Erechtheion auf der Akropolis standen Statuen des Lykurg und seiner Söhne, die aus Holz geschaffen waren. Für Theben sollen sie eine Statue des Dionysos gefertigt haben, für Megalopolis eine Kultbildgruppe mit Zeus, Artemis und der Personifikation von Megalopolis, die jedoch möglicherweise auch von ihrem Großvater geschaffen wurde. Eine Inschrift auf einer Basis in Eleusis stellt die Wissenschaft vor Probleme, da sie um das Jahr 344 v. Chr. datiert wird und als Schöpfer der zugehörigen Statue Kephisodotos und Timarchos nennt, was jedoch eigentlich zu früh für die Brüder ist, da das immerhin mehr als 50 Jahre vor dem Datum der Statue des Menander wäre.